# Marbacher Bund
Der Marbacher Bund (1405–1407) war ein auf Betreiben des Erzbischofs von Mainz, Johann II. von Nassau, am 14. September 1405 geschlossenes Bündnis von Kurmainz, Graf Eberhard III. von Württemberg, Markgraf Bernhard I. von Baden und 17 schwäbischen Städten, welches gegen die Hausmacht- und Territorialpolitik von König Ruprecht gerichtet war. Der Wittelsbacher Ruprecht war Sohn und Nachfolger des Kurfürsten Ruprecht II. von der Pfalz, und zwischen seinem Hause und dem benachbarten Mainzer Erzstift gab es wiederholt Streit um Besitzansprüche, wie auch mit Baden und Württemberg. Die beteiligten Städte sahen sich ebenfalls in ihren erworbenen Rechten bedroht. Der Marbacher Bund wurde schon 1407 wieder aufgelöst, jedoch blieben die Spannungen bis zum Tode Ruprechts im Jahre 1410 bestehen.